# 배낭을 멘 소년
"배낭을 멘 소년"(A Boy With The Knapsack)은 한국에서 제작된 정지우 감독의 2005년 드라마 영화이다. 이진선 등이 주연으로 출연하였다.

## 출연

### 주연
- 이진선
- 오태경

### 조연
- 김춘기
- 김기천
- 이재홍

## 기타
- 프로듀서: 김은영
- 제작실장: 조미현
- 제작부장: 이주봉
- 제작부장: 이정례
- 제작부: 김정우
- 제작부: 양수정
- 촬영부: 최상린
- 촬영부: 김기만
- 촬영부: 이현
- 조명: 강대희
- 조명부: 이선영
- 조명부: 강지현
- 조명부: 김찬호
- 조연출: 고경아
- 연출부: 김영현
- 연출부: 변영민
- 연출부: 김영준
- 스크립터: 김선영
- 동시녹음: 오세진
- 미술: 서명혜
- 미술팀: 이함박
- 미술팀: 박욱진
- 미술지원: 윤정희
- 분장: 강정현
- 분장: 이효진
- 시각효과부문: 최용진
- 스턴트: 장호중
- 디지털처리부문: 김효진
- 녹음부: 김성훈
- 음향부문: 김은산
- Ass-PD: 강영모
- 지도: 강철
- 필름: 윤태진
- 현상부문: 한충구
- 음향부문: 소원종
- 스턴트: 문정수
- 디지털처리부문: 김효준
- 녹음부: 김해석
- 지도: 최금희
- 현상부문: 곽종광
- 스턴트: 임현철
- 디지털처리부문: 김희창
- 지도: 박경호
- 스턴트: 권민석
- 디지털처리부문: 송민
- 지도: 한기열
- 매니저부문: 김대건
- 매니저부문: 김민구
- 매니저부문: 나한결
- 메이킹: 황정현
- 보조출연: 쇼스타
- 보조출연: 엠티엠